# Pietro Grossolano
Pietro Grossolano (en français Pierre Grossolanus ou Pierre Grossolan) fut évêque de Savone (élu en 1098), puis archevêque de Milan (à partir de 1102), et mourut à Rome le 6 août 1117.

## Biographie
L'épitaphe de Pietro Grossolano lui attribue le nom de forme grecque Chrysolanus, et le fait est que ce savant homme, né a priori en Italie du Nord, semble avoir maîtrisé la langue grecque. Avant 1098, il était prévôt d'un chapitre de chanoines réguliers situé à Ferrania, non loin de Savone mais dans le diocèse d'Alba. Au printemps 1098, des envoyés d'Anselme de Bovisio, archevêque de Milan, le joignirent et assurèrent son élection comme évêque de Savone, un choix sûrement délibéré de la part de l'archevêque. Cependant, Grossolano exerçait encore ses fonctions de prévôt à Ferrania le 21 janvier 1100, et il ne semble avoir reçu la consécration épiscopale, à Milan, par les évêques de Gênes, de Turin et de Brescia, que dans les mois suivants. Le 15 juillet 1100, il était d'autre part devenu vicaire de l'archevêque de Milan, signant un document en deuxième position après l'archevêque Anselme.
Le 13 septembre 1100, l'archevêque partit pour la croisade, confiant la gestion de l'archidiocèse en son absence à Grossolano. La situation était délicate dans cette période de mise en œuvre de la réforme grégorienne : un parti dirigé par le vieux prêtre patarin Liprando (Liutprand) jugeait qu'elle était de plus en plus trahie ; un autre, dont la figure de proue était le primicier Andrea, entendait défendre les privilèges traditionnels de l'Église de Milan contre les empiètements de la papauté. La métropole de l'Italie du Nord était d'autre part au cœur de la lutte du sacerdoce et de l'Empire, et une Commune bourgeoise tendait alors à y affirmer ses prérogatives, entre autres contre le pouvoir traditionnel des « comtes-archevêques ». Dans ce contexte difficile, Grossolano apparaissait comme une personnalité étrangère par ses origines à Milan, et comme un fidèle de la papauté.
En 1102 arriva la nouvelle que l'archevêque Anselme était mort à Constantinople. Le vicaire convoqua l'assemblée du clergé et du peuple pour procéder à l'élection du successeur. Le primicier Andrea proposa la candidature de deux hommes (Landolfo da Baggio et Landolfo da Vergiate), qui furent écartés parce qu'absents, ayant accompagné le défunt archevêque en Orient. L'abbé de San Dionigi proposa la candidature de Grossolano, qui fut acclamé par la foule. L'arrivée rapide du cardinal Bernardo degli Uberti, qui apportait le pallium, laisse penser que la papauté était impliquée dans la manœuvre pour imposer Grossolano. Pendant ce temps, une délégation inspirée par le prêtre Liprando  se rendait à Rome pour suggérer au pape Pascal II de différer la confirmation du nouvel archevêque.
Grossolano ne détendit pas l'atmosphère en s'empressant de prendre des mesures sévères pour faire taire toute opposition. Il annonça la convocation d'un synode provincial pour dénoncer et punir les récalcitrants. L'inflexible Liprando l'accusa alors ouvertement de simonie, et il offrit d'appuyer cette accusation par une ordalie par le feu. Grossolano ignora d'abord ce défi. Le synode annoncé se réunit en mars 1103 et excommunia le primicier Andrea et d'autres opposants. Mais il fut désavoué peu après par le pape, qui annula la sentence, manifestant ainsi sa préoccupation devant la situation. Devant la pression des représentants de la Commune, Grossolano dut consentir à la tenue de l'ordalie, qui eut lieu le 25 mars près de la basilique Saint-Ambroise, en l'absence d'ailleurs de tout représentant de l'épiscopat ; apparemment, Liprando passa indemne entre deux brasiers placés l'un près de l'autre. L'archevêque quitta alors la ville et se rendit à Rome, où il fut reçu avec les honneurs par le pape Pascal II. Pendant ce temps, ses partisans à Milan mettaient en cause tant la légitimité que l'issue de l'ordalie, ne parvenant qu'à créer le tumulte dans la ville.
Landolfo da Vergiate fut envoyé comme légat pontifical pour régler le conflit. Contrairement aux attentes du parti « ambrosien » (celui du primicier Andrea, qui avait proposé sa candidature à l'élection), il resta neutre et suivit strictement les instructions du pape : cantonner la discussion à l'examen de la légitimité de l'ordalie. L'affaire fut réglée par un synode tenu à Rome en mars 1105 : Grossolano fut confirmé dans sa charge d'archevêque et put rentrer à Milan peu après.
Mais sa position restait précaire : la Commune, après ces deux ans d'absence, refusa de lui rendre le contrôle des fortifications et même du palais archiépiscopal. En 1107, une guerre ayant éclaté avec Lodi (dont les citoyens s'étaient soulevés contre leur évêque Ardéric, lié à Milan), l'archevêque et ses opposants les plus virulents furent également exclus de la ville. En 1110, le roi des Romains Henri V annonça sa descente en Italie, présage d'un nouveau rebondissement dans le conflit entre la papauté et l'Empire, à l'écart duquel la Commune de Milan entendait se maintenir. Chose difficile pourtant, car il était inévitable qu'Henri V passe par Milan pour se faire couronner roi d'Italie par l'archevêque avant de se rendre à Rome. Grossolano quitta alors la ville pour entreprendre un pèlerinage en Terre Sainte, désignant comme vicaire en son absence l'évêque Ardéric de Lodi.
On ignore le détail de ses pérégrinations en Orient, mais on sait qu'à l'été 1112 il se trouvait à Constantinople où il participa à des débats doctrinaux avec des théologiens byzantins en présence de l'empereur Alexis Comnène. Du reste, la même année (en mai), le pape Pascal II missionna une délégation à l'invitation de l'empereur, sans nommer Grossolano dans la lettre de mission (il est question de l'évêque Maur d'Amalfi, d'un abbé, d'un prêtre de Rome et d'un diacre), mais il est probable que la présence simultanée de Grossolano et de la délégation pontificale à Constantinople n'était pas l'effet d'une coïncidence. C'est en tout cas l'archevêque qui tint la vedette du côté latin dans les discussions, et il se vit opposer notamment Eustrate de Nicée, Jean Phournès (prôtos des monastères du mont Ganos), Nicétas Seidès, et sans doute Nicolas Muzalon et Théodore Smyrnaios.
Le 1er janvier 1112, en l'absence de Grossolano, une commission spéciale réunie à Milan invalida son élection comme archevêque et désigna Giordano da Cliva comme son successeur. C'était d'ailleurs un ancien soutien de l'archevêque déchu, et le parti du primicier Andrea tenta de s'opposer à son élection, qui était le fait des partisans de la Commune. Le pape Pascal II, qui avait eu entretemps des démêlés avec Henri V, qu'il avait couronné empereur sous la contrainte, se résolut à lâcher Grossolano, et envoya le pallium ; le nouvel archevêque fut consacré en février ; deux des évêques suffragants (Ardéric de Lodi et Atto d'Acqui) refusèrent d'entériner la déposition de Grossolano.
Ce dernier rentra à Milan en août 1113. Ce retour entraîna un affrontement sanglant dans la ville. Grossolano s'installa un temps dans l'église San Vittore al Corpo, et échangea avec son rival des accusations de trahison et de simonie. Finalement, manquant d'appuis dans la ville, il fut contraint de partir et de se réfugier dans le monastère San Marco près de Plaisance, où il retrouva Ardéric de Lodi qui s'y était également retiré. Sa seule espérance était désormais dans le jugement pontifical qui avait été sollicité.
Un synode s'ouvrit à Rome le 6 mars 1116. Mais les jeux étaient faits : une nouvelle descente d'Henri V en Italie était annoncée, et le pape avait besoin d'alliés puissants. Dès le début du synode, Giordano da Cliva prit place à la droite du pontife tandis que Grossolano était relégué parmi les simples évêques. À ses protestations, Pascal II répondit par la nomination d'une commission de cardinaux chargée de vérifier si son élection n'avait pas violé le droit canonique, laquelle conclut à l'interdiction de transférer un évêque d'un siège à un autre sans avoir présenté de motif valide. Le 11 mars, Grossolano se jeta aux pieds du pape et lui assura une totale soumission. Son élection comme archevêque de Milan fut jugée contraire aux canons et invalidée, en conséquence de quoi il redevint évêque de Savone. Mais il ne se sentit pas le cœur de réassumer cette charge, et il obtint du pape la permission de se retirer dans le monastère San Saba de Rome, où il mourut l'année suivante.

## Œuvre
On conserve deux discours de Pietro Grossolano sur la procession du Saint-Esprit prononcés en 1112 devant l'empereur Alexis Comnène, l'un en grec, l'autre en latin. D'autre part, il composa pendant son séjour au monastère San Saba un Sermo de capitulo monachorum, sur la méditation des fautes, l'humilité et l'attente du jugement dernier, fondements de la vie monastique. De son activité d'archevêque, on possède une lettre par laquelle il imposa un pèlerinage à Compostelle comme pénitence pour un homme qui avait tué sa marâtre. Mirella Ferrari a proposé de lui attribuer un poème latin de 168 vers, où le peuple milanais se voit reprocher d'avoir exilé son pasteur, et d'autre part une épitaphe également en vers qui se trouve dans un codex contenant aussi l'un des deux discours sur le Saint-Esprit.

## Culture moderne
En 1965, le chanteur Enzo Jannacci a sorti une chanson intitulée Prete Liprando e il guidizio di Dio, paroles de lui-même et de Dario Fo, publiée dans l'album Enzo Jannacci in teatro. Comme indiqué au début de la chanson, le récit de la fameuse ordalie se fonde sur le récit de Landulf le Jeune (v. 1077- après 1137), auteur d'une chronique latine intitulée Liber historiarum Mediolanensis urbis (racontant l'histoire de Milan entre 1097 et 1137), qui se trouvait être le neveu de ce Liprando (et dont le compte-rendu est très hostile à Grossolano).

## Édition de textes
- Ambrogio Amelli, O. S. B. (éd.), Due sermoni inediti di Pietro Grosolano arcivescovo di Milano, Florence, L. S. Olschki, 1933.
- Jean Leclercq, O. S. B. (éd.), « Le sermon de Grossolano sur le chapitre monastique », Analecta monastica. Textes et études sur la vie des moines au Moyen Âge, Rome, 1955, p. 138-144.